# Bud Smith (baseball)
Pour les articles homonymes, voir Bud Smith et Smith.
Robert Allan « Bud » Smith (né le 23 octobre 1979 à Torrance, Californie, États-Unis) est un lanceur gaucher des Ligues majeures de baseball qui a joué pour les Cardinals de Saint-Louis en 2001 et 2002. 
Bud Smith est connu pour son match sans point ni coup sûr, réussi le 3 septembre 2001.

## Carrière
Bud Smith est repêché par les Cardinals de Saint-Louis au 4e tour de sélection en 1998. Il débute dans le baseball majeur le 10 juin 2001 et passe la totalité de sa brève carrière avec les Cardinals. Smith est connu pour être la 18e recrue, à réussir un match sans coup sûr, le 3 septembre 2001 contre les Padres à San Diego. Smith effectue un nombre particulièrement élevé de lancers pour une performance du genre, avec 134 tirs au total dans la rencontre. Il connaît une bonne première saison avec 6 victoires, 3 défaites et une moyenne de points mérités de 3,83 en 84 manches et deux tiers lancées. 
En 2002, il éprouve plus de difficulté et est finalement retranché par Saint-Louis après avoir remis une moyenne de 6,94 points mérités par partie en 48 manches au monticule. Le 29 juillet 2002, à quelques jours de la date limite des transactions, les Cardinals cèdent Smith, le joueur de troisième but Plácido Polanco et le releveur droitier Mike Timlin aux Phillies de Philadelphie, contre le troisième but Scott Rolen et le lanceur droitier Doug Nickle. Smith ne revient pas dans les majeures : il joue en ligues mineures dans l'organisation des Phillies jusqu'en 2004, puis brièvement dans celle des Twins du Minnesota avant de mettre fin à sa carrière en 2007 après deux années dans le baseball indépendant. 
Bud Smith a joué 27 matchs dans les majeures, dont 24 comme lanceur partant. Il compte 7 victoires, 8 défaites, 81 retraits sur des prises et sa moyenne de points mérités s'élève à 4,95 en 132 manches et deux tiers lancées.